# Infrarotwärmekabine

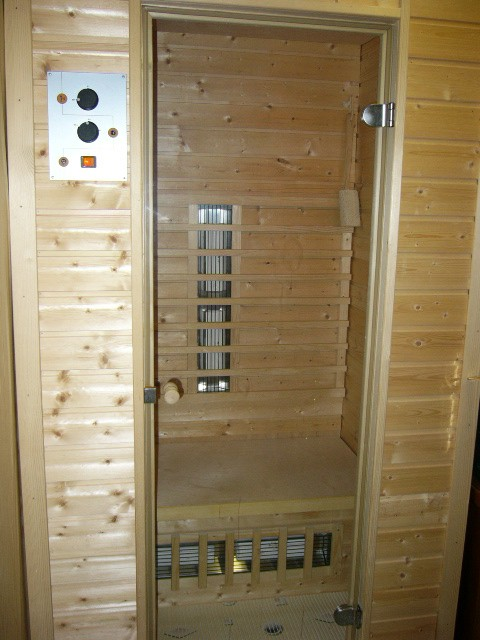
Infrarotwärmekabine

Infrarotwärmekabinen, auch Infrarotkabinen, sind eine seit einigen Jahren auf dem Markt befindliche Alternative zur Sauna. Sie erwärmen den Körper nicht über heiße Raumluft, wie z. B. bei einer finnischen Sauna, sondern über Infrarotstrahlung, die von Infrarotstrahlern erzeugt wird.
Die erste Infrarotkabine wurde von Harvey Kellogg bereits 1891 gebaut. Mit seinem sogenannten „Electric Light Bath“ stellte er unzählige Einzelstudien an, die er in seinem Buch Light Therapy im Jahr 1910 veröffentlichte. Als kleine Version für Heimanwendungen wurde die Rotlichtlampe verwendet.
Die große Version der Rotlichtlampe ist in Form von Rotlichtstrahlern in Infrarotkabinen erhältlich. Sie produzieren mehr sogenannten Tiefenwärme (Infrarot-A und Infrarot-B) als Keramikstrahler, Flächenstrahler und ähnliche.

## Aufbau
Infrarotkabinen besitzen meist einen rechteckigen Aufbau, sind aber auch in Eck-Varianten und mit Rundungen erhältlich. Die Grundform wird durch an allen Seiten, an der Decke und am Boden befindliche Platten umschlossen. Je nach Produkt sind diese Platten ein- oder zweiwandig. Jede Kabine verfügt über eine Steuerung, mit der man Faktoren wie Zeit, Temperatur, Leselampe oder Außenlicht steuern kann. Zusätzliche Programme wie z. B. die Farblichttherapie sind ebenfalls Bestandteil vieler Infrarotwärmekabinen. Die meisten Kabinen verfügen über integrierte Sicherheitssysteme, die für ein automatisches Abschalten nach Ablauf der eingestellten Zeit sorgen. Je nach Hersteller und Modell liegt die empfohlene Innentemperatur etwa zwischen 25 und 65 °C.

### Kabinen mit Liegesitz (Entlastung der Wirbelsäule)
Die Infrarotkabine mit Liegesitz wird in Rahmenbauweise konstruiert und ist daher in seinen Gestaltungsmöglichkeiten sehr vielseitig einsetzbar und in den verschiedensten Holzvarianten zu designen, im Gegensatz zu herkömmlichen Infrarotwärmekabinen, die in einer Holzart produziert werden.
Ebenso kann der Sitz in verschiedenen Lederarten (echt o. Kunstleder) ausgeführt werden, wobei speziell auf die Säurebeständigkeit und Feuchtigkeitsbeständigkeit des Leders zu achten ist.
Infrarotkabinen mit Liegesitz sind in der Raumgröße großzügiger konzipiert und ermöglichen einen besseren Sitz- und Liegekomfort. Ausführung in Platten- oder Rahmenbauweise mit verschiedenen Plattendesigns. Steuerungseinheit durch Touch-Screen-Bedienung für Licht, Musik, Sitz-Liegeposition sowie Strahlerintensität.
Die empfohlene Innentemperatur liegt bei ca. 45 °C.

## Wirkung von Infrarotstrahlung auf den menschlichen Körper
| Infrarot-Typ | Eindringtiefe  | Wellenlänge      |
| ------------ | -------------- | ---------------- |
| IR-A:        | ca. 4 bis 5 mm | 780 bis 1400 nm  |
| IR-B:        | ca. 2 mm       | 1400 bis 3000 nm |
| IR-C:        | 1 mm           | über 3000 nm     |

Der weitaus meiste auf den Körper treffende Teil der von den Infrarotstrahlern ausgehenden Strahlen wird beim Auftreffen auf den Körper (also nicht bereits in der Raumluft) in Wärme umgewandelt und teilweise absorbiert. Durch das Eindringen der Wärme in den Körper entsteht ein wohliges Wärmegefühl (Tiefenwärme). Ein Vorteil ist, dass im Gegensatz zur finnischen Sauna der Raum nicht lange vorgeheizt werden muss und Energie gespart werden kann.

## Sicherheitsaspekte
Grundsätzlich sind bei IR-Strahlern Einwirkungen auf Auge und Haut zu beachten. Eine nicht fachgemäße oder zu lange Anwendung kann Folgeschäden nach sich ziehen.

### Haut
Die Grenzwerte nach ICNIRP sind ausgelegt, um Verbrennungen der Haut zu vermeiden. Der definierte Grenzwert von 3550 W/m² gilt für eine Bestrahlungsdauer von bis zu 10 s. Dem liegt die Annahme zugrunde, dass innerhalb dieser Zeitdauer durch die Schmerzempfindung sich die Person aus dem Gefahrenbereich begibt. In Wärmekabinen wird dieser Grenzwert nicht überschritten. Bei Annäherung an den Strahler z. B. mit dem Knie sorgt unser Schmerzempfinden automatisch für eine Wegbewegung.
Derzeit wird in verschiedenen Projekten erforscht, inwieweit eine IR-Bestrahlung zur Hautalterung beiträgt, da dieser Frequenzanteil im Gegensatz zum UV-Licht noch nicht derart weitreichend erforscht wurde. Aktuelle Ergebnisse zeigen, dass eine Bestrahlung von menschlichen Hautzellen mit IR-A-Strahlung zu einer gesteigerten Expression des Enzyms Kollagenase führt, welches wiederum ein Anzeichen für eine Beteiligung an der Hautalterung sein kann. Die Kombination Sonne (71 % UV, 29 % IR) wird bei den neusten Sonnenschutzcremes (z. B. Ladival) berücksichtigt.
Als erwiesen scheint, dass Infrarot-A vor den Schäden der UV-A-Strahlung schützt.

### Auge
Entsprechend der frequenzabhängigen Eindringtiefe der Strahlung können verschiedene Teile des Auges geschädigt werden:
- Netzhaut: Strahlen aus dem IR-A-Frequenzbereich dringen bis zur Netzhaut vor. Eine Schädigung könnte durch Temperaturerhöhung eintreten (Netzhautablösung). Die Bestrahlungsstärke von IR-A-Strahlern liegt jedoch weit unter den ICNIRP Grenzwerten. Selbst langes Hineinstarren in die Strahlungsquelle schädigt die Hornhaut nicht.
- Grauer Star (Eintrübung der Linse bzw. Eintrübung der Hornhaut): IR-B- und IR-C-Strahlen sind für diese Schädigung verantwortlich. Für eine Eintrübung der Hornhaut wären so hohe Bestrahlungsstärken notwendig, die mit IR-Strahlern nicht erreicht werden können. Die Grenzwerte orientieren sich am Grauen Star. Bei Bestrahlungsdauern über 15 Minuten ist der Grenzwert 100 W/m² (vgl. 500 W/m² Sonnenstrahlung mittags in südlichen Breiten). Bei Zeitdauern unter 15 Minuten ist der Grenzwert entsprechend höher. In Infrarotkabinen mit IR-C Strahlern wird bei normaler Sitzposition üblicherweise der Dauerexpositionsgrenzwert von 100 W/m² nicht überschritten. Bei IR-B- und IR-A-Strahlern kann es auch in normaler Sitzposition zu leichten Grenzwertüberschreitungen kommen. Augenschutz ist daher zu empfehlen. Allerdings sind die Bestrahlungsstärken immer noch in einem Bereich vergleichbar mit einem Lagerfeuer.

## Anwendungsbereich
Infrarotwärmekabinen werden im privaten, kommerziellen und medizinischen Bereich eingesetzt. Im kommerziellen Bereich finden Infrarotkabinen insbesondere im Hotellerie- und Wellness-Gewerbe Anwendung. Im medizinischen Sektor werden Infrarotkabinen auch eingesetzt, um die punktuelle Wirkung von Heizlampen auf ganze Körperregionen bzw. den gesamten Körper zu transferieren. Zudem werden Infrarotwärmekabinen in medizinischen Zentren wie beispielsweise in Reha-Einrichtungen eingesetzt.

## Hygiene
Wie bei der finnischen Sauna üblich, sollte auch eine Infrarotwärmekabine aus Gründen der Hygiene nur mit Handtuch genutzt werden.
Durch die im Vergleich zur Sauna niedrigere Umgebungstemperatur können sich Geruch und Bakterien ausbilden. Eine regelmäßige Reinigung des Holzes ist in Infrarotwärmekabinen daher äußerst wichtig. Die Reinigung kann mit einem feuchten Tuch erfolgen. Zusätzliche Reinigungsmittel können das Holz der Infrarotkabine angreifen. Auch bei sachgemäßer Reinigung kann es im Laufe der Zeit zur Fleckenbildung kommen. Eventuell entstandene Flecken können mit einem feinkörnigen Schmirgelpapier beseitigt werden.